# Wilson Saba
Wilson Saba (Sassari, 1975) è uno scrittore e attore italiano.

## Biografia
Dopo la maturità lascia l'isola per frequentare l'Università di Bologna dove nel 2001 si laurea con lode alla Facoltà di lettere e filosofia. Nel contempo si avvicina al mondo del cinema frequentando seminari e laboratori di teatro tra Roma e Bologna.
Recita con registi quali Gianni Zanasi, Antonello Grimaldi, Gianfranco Albano e Lucio Pellegrini.
L'esordio letterario avviene nel 2005 con Sole & baleno per l'Associazione culturale Il Foglio che gli vale il Premio Piccola editoria di qualità alla sua prima edizione e la selezione al Premio Strega 2006 su presentazione del poeta Elio Pagliarani.
Nel 2008 esce il suo secondo romanzo Giorni migliori per la casa editrice Bompiani, seguito nello stesso anno dal saggio Il punto fosforoso: Antonin Artaud e la cultura eterna edito da Quodlibet.
Nel 2010 è la volta di Figli delle stelle, un romanzo scritto a quattro mani con il regista Lucio Pellegrini e pubblicato da Bompiani editore.
Nel novembre 2013, a poche settimane dal clamore del caso Silk Road (definita come “l'Amazon delle droghe”), esce sempre per Bompiani il romanzo Smart Life, che racconta la storia di un gruppo di minorenni fondatori di un social network dedicato alle droghe.

## Filmografia

### Cinema
- A domani, regia di Gianni Zanasi (1999)

### Televisione
- I liceali (2009) 1 episodio

## Opere
- Sole & baleno, Il Foglio, 2005
- Giorni migliori, Bompiani, 2008
- Il punto fosforoso. Antonin Artaud e la cultura eterna, Quodlibet, 2008
- Figli delle stelle (con Lucio Pellegrini), Bompiani, 2010
- Smart Life, Bompiani, 2013